# 눈 수술

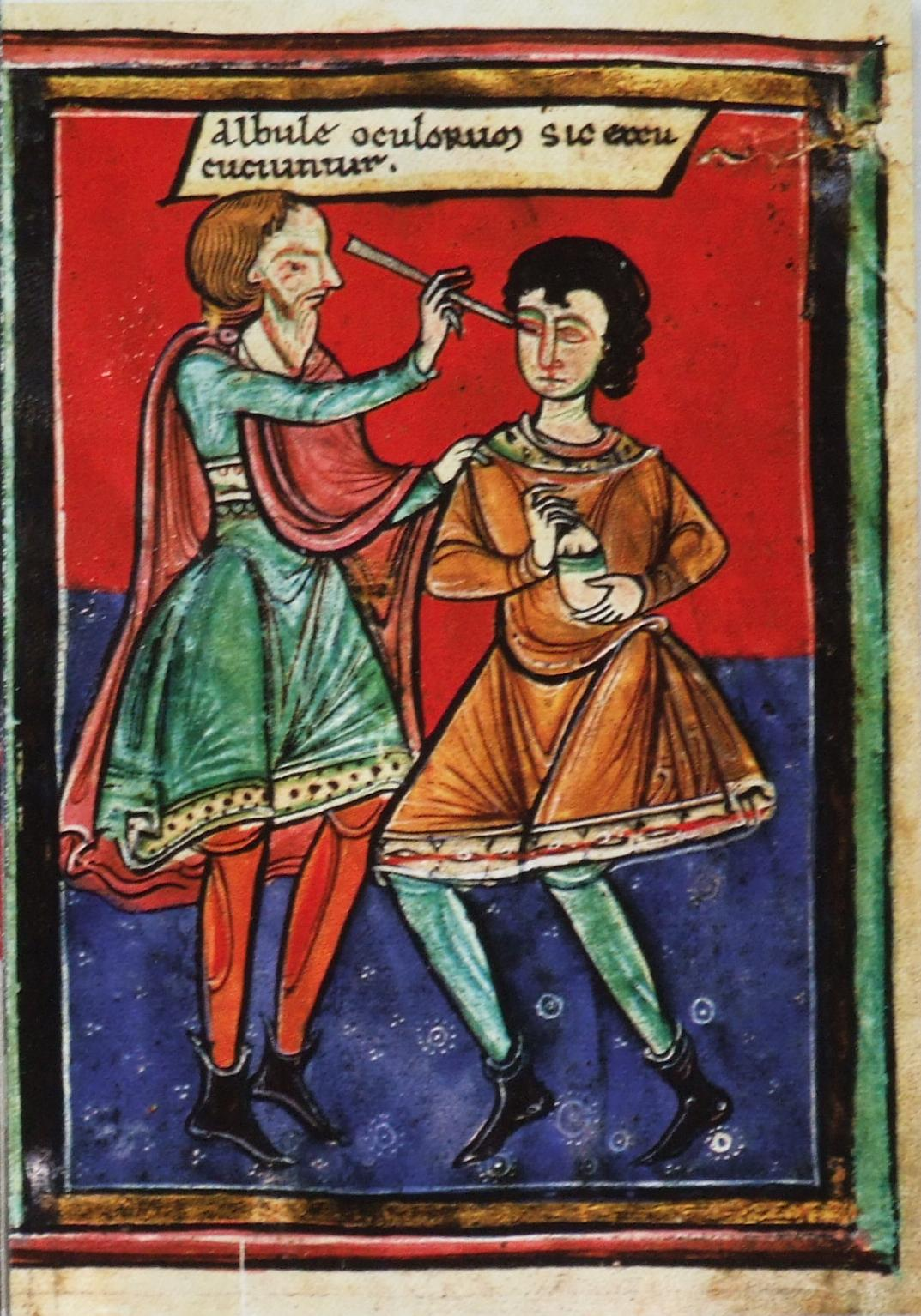

눈 수술은 일반적으로 안과 의사가 수행하는 눈 또는 그 부속물의 수술을 가리킨다. 눈은 취약한 장기의 하나로, 수술 전후로 극심한 주의가 필요하다. 전문안과의는 환자를 위하여 적절한 수술법을 선택할 필요가 있으며 필요한 안전 예방책을 취할 의무가 있다. 안과 의사는 환자에게 적합한 수술 절차를 선택하고 필요한 안전 예방조치를 취할 책임이 있다. 눈 수술에 대한 언급은 이미 기원전 1800년으로 거슬러 올라가는 여러 고대 문헌에서 찾아볼 수 있으며, 백내장 치료는 기원전 5세기부터 시작되었다. 눈 문제를 치료하기 위해 다양한 기술이 개발되면서 계속해서 널리 시행되는 수술 종류이다.

## 준비 및 주의
눈에는 신경이 많이 분포되어 있으므로 마취가 필수적이다. 국소마취가 가장 일반적으로 사용된다. 리도카인 국소 젤을 이용한 국소 마취는 빠른 시술을 위해 자주 사용된다. 국소마취는 환자의 협조가 필요하기 때문에 소아, 외상성 안구손상, 주요 안와절개술, 불안감이 있는 환자에게 전신마취를 사용하는 경우가 많다. 마취를 시행하는 의사나 눈 마취에 대한 전문지식을 갖춘 마취과의사 또는 마취과 보조원이 환자의 심혈관 상태를 모니터링한다. 수술 부위를 준비하고 감염 위험을 낮추기 위해 멸균 예방 조치를 취한다. 이러한 예방 조치에는 포비돈 요오드와 같은 방부제 사용, 멸균 커튼, 가운 및 장갑이 포함된다.

## 레이저 눈 수술
레이저 눈 수술이 시력 교정 수술과 동일시하게 사용되는 경향이 있지만 실제로 아닌 경우도 있다. 레이저는 굴절 이상의 교정이 아닌 조건에서 치료를 행하기도 한다. 레이저 눈 수술이나 레이저 각막 수술은 안구의 표면의 모양을 교정하기 위해 레이저를 사용하는 수술이다. 이는 근시, 원시, 난시를 교정하는데 사용할 수 있다. 굴절 수술이 모든 사람에게 맞는 것은 아니며 극히 드물게는 수술 후에도 안경 착용이 필요할 수 있다.

## 백내장 수술
백내장은 일반적으로 빛이 망막에 선명한 이미지를 형성하는 것을 방해하는 노화, 질병 또는 외상으로 인해 눈의 수정체가 불투명해지거나 혼탁해지는 현상이다. 시력 손실이 심각한 경우 렌즈를 외과적으로 제거해야 하며 손실된 광 출력은 일반적으로 플라스틱 안구내 렌즈로 대체된다. 백내장의 유병률이 높기 때문에 백내장 적출은 가장 흔한 눈 수술이다. 수술 후 휴식을 취하는 것이 좋다.

## 녹내장 수술
녹내장은 시신경에 영향을 주어 시력 상실을 초래하고 종종 안압 상승을 특징으로 하는 질병군이다. 다양한 유형의 녹내장 수술이 존재하며 이러한 유형의 변형 또는 조합은 눈에서 과도한 방수가 빠져나가는 것을 촉진하여 안압을 낮추고 일부는 방수 생성을 감소시켜 안압을 낮춘다.

## 각막 수술
각막 수술은 대부분의 시력 교정 수술뿐 아니라 다음을 포함한다:
- 각막 이식술
- 관통각막이식 (Penetrating keratoplasty, PK)
- 인공각막이식 (Keratoprosthesis, KPro)
- PTK 시술 (Phototherapeutic keratectomy)
- 익상편 절제
- 각막 문신
- 변형 인공각막 이식술(Osteo-Odonto-Keratoprosthesis, OOKP)

## 유리체 망막 수술
- 유리체 절제술

## 안성형술
눈성형수술(oculoplastics)은 눈과 관련 구조의 재건을 다루는 안과의 하위 전문 분야이다. 안성형외과 의사는 처진 눈꺼풀 복구(안검성형술), 누관 폐쇄 복구, 안와 골절 복구, 눈 안과 주위의 종양 제거, 레이저 피부 재포장, 눈 리프트, 눈썹 리프트 등을 포함한 안면 회춘 절차와 같은 시술을(심지어 페이스리프트까지) 수행한다.

## 누기를 동반한 수술
누기(淚器)를 동반한 수술은 다음과 같다.
- 누낭비강문합술(dacryocystorhinostomy, DCR)
- Canaliculodacryocystostomy (CDC)
- 소관 절제(Canaliculotomy)
- 누선 절제(dacryoadenectomy)
- 누낭 절제(dacryocystectomy)
- 누낭 개구술(dacryocystostomy)
- 누낭 개구술(dacryocystotomy)

## 안구 적출
- enucleation
- evisceration
- exenteration

## 기타 수술
- 홍채 절제술

## 같이 보기
- 라식